# Милан
Милан је чешко, српско, хрватско, македонско, бугарско, индијско, хебрејско, белгијско и холандско име. Потиче од старе словенске речи „мил“, „мио“, „мили“, која иначе представља почетак многих словенских имена.
Међу Словенцима, ово име се раширило због утицаја Србије и Хрватске, а могуће је да је у Хрватску, Чешку и Словачку доспело из Србије. Име постоји и на латинском и италијанском језику и унисекс је, а означава особу из града Милана. Као италијанско мушко име означава становника севера. Постоји објашњење и да је ово име оригинално проистекло из латинског имена Aemilianus које се користило у старом Риму. Такође, према једном тумачењу ваневропско име Милан је проистекло из санскрита и значи „жељан“, „вредан“ или „такмичар“. Ово име постоји и на хинду језику и значи „заједно, заједница, унија“. Милан може бити и надимак имена Emiliano.

## Историјат
Сматра се да је у далекој прошлости ово име изведено од старих сложених имена типа Милослав, Миломир и др. Име Милан, као и њему слична попут Милице, Милке, Милоша и Милутина, посведочено је у многим писаним историјским изворима још у преднемањићко доба.

## Имендани
Имендани се славе у Чешкој 18. јуна и у Словачкој 27. новембра. У Мађарској се слави 19. маја и облик овог имена у тој земљи је Milán.

## Популарност
Милан је популарно име у много земаља, најчешће као мушко. У САД је било међу првих 1.000 имена од 1900. до 1940. У Белгији му је од 2000. до 2007. популарност расла, да би у последње четири поменуте године било међу првих десет имена у овој земљи. У Немачкој је 2007. било на 152. месту, а у Шведској је 2000. било на 318. У Србији је од 2003. до 2005. било на 24. месту, док је у Мађарској од 2004. до 2007. било међу првих 35 имена.

## Носиоци имена
|  |  |  |  |  |  |  |  |  |  |  |  |  |  |  |  |  |  |  |  |  |  |  |  |  |  |  |  |  |  |

### А
- Милан Ајваз
- Милан Аксентијевић
- Милан Алвировић
- Милан Алексић, српски ватерполиста.
- Милан Алексић, српски композитор.
- Милан Андоновић
- Милан Андрејевић
- Милан Анђелић
- Милан Антанасијевић
- Милан Антић, српски политичар.
- Милан Антић, српски сликар.
- Милан Антолковић
- Милан Антонијевић
- Милан Антонић
- Милан Антоновић
- Милан Антончић
- Милан Аранђеловић
- Милан Арбутина
- Милан Арсић
- Милан Атлагић, пуковник Војске Републике Српске.
- Милан Атлагић, генерал.
- Милан Аћимовић

### Б
- Милан Бабић, српски кик-боксер.
- Милан Бабић, српски певач.
- Милан Бабић, српски политичар.
- Милан Бадељ
- Милан Бајшански
- Милан Бакић
- Милан Бандић
- Милан Бањац
- Милан Барош
- Милан Бартош
- Милан Басрак
- Милан Баста
- Милан Басташић
- Милан Батес
- Милан Бачевић
- Милан Беговић
- Милан Белегишанин
- Милан Беловуковић
- Милан Бесарабић
- Милан Билбија
- Милан Бишевац
- Милан Бјегојевић
- Милан Бјелица, пензионисани генерал-мајор војске Србије.
- Милан Бјелица, српски музички продуцент.
- Милан Благојевић
- Милан Благојевић Шпанац
- Милан Блануша
- Милан Богдановић
- Милан Богићевић
- Милан Богојевић
- Милан Богуновић
- Милан Божић
- Милан Божовић
- Милан Бојовић
- Милан Борјан
- Милан Босиљчић
- Милан Босиљчић Бели
- Милан Брезигар
- Милан Будимир
- Милан Будисављевић
- Милан Булатовић
- Милан Булајић
- Милан Бутозан
- Милан Бујаковић

### В
- Милан Вапа
- Милан Васиљевић
- Милан Васић, српски академик.
- Милан Васић, српски глумац.
- Милан Васојевић
- Милан Вејновић
- Милан Велимировић
- Милан Веруовић
- Милан Видаков
- Милан Видојевић
- Милан Вилотић
- Милан Витезовић
- Милан Вјештица
- Милан Влајинац
- Милан Влајчић
- Милан Војводић
- Милан Врбић
- Милан Вујаклија
- Милан Вујновић
- Милан Вукашиновић, српски сликар.
- Милан Вукашиновић, српски војник.
- Милан Вукелић
- Милан Вукеља
- Милан Вукић
- Милан Вукос
- Милан Вукчевић
- Милан Вукша
- Милан Вулетић
- Милан Вучићевић

### Г
- Милан Гајић, српски фудбалер.
- Милан Гајић, српски фудбалер.
- Милан Гајић, канадски хокејаш.
- Милан Гверо
- Милан Георгијевић
- Милан С. Георгијевић
- Милан Глигић
- Милан Горкић
- Милан Грол
- Милан Громилић
- Милан Гулић
- Милан Гуровић
- Милан Гутовић

### Д
- Милан Давид Рашић
- Милан Даљевић
- Милан Дамјановић
- Милан Дамњановић
- Милан Дединац
- Милан Делчић Делча
- Милан Димитријевић, српски астроном.
- Милан Димитријевић (лекар), српски лекар.
- Милан Димитријевић (професор), српски професор.
- Милан Димић
- Милан Динчић Динча
- Милан Дир
- Милан Добричић
- Милан Дозет
- Милан Докмановић
- Милан Долински
- Милан Драшко
- Милан Драшковић
- Милан Дудић
- Милан Дукић
- Милан Дунђерски

### Ђ
- Милан Ђачић
- Милан Ђокић, српски сликар и песник.
- Милан Ђокић, српски фудбалер.
- Милан Ђоковић
- Милан Ђорђевић, српски књижевник.
- Милан Ђорђевић, српски новинар.
- Милан Ђукић
- Милан Ђурђевић, српски музичар.
- Милан Ђурђевић, српски фудбалер.
- Милан Ђурић, српски инжењер.
- Милан Ђурић, српски математичар.
- Милан Ђурић, српски политичар.
- Милан Ђурић, српски фудбалер.
- Милан Ђурић, босански фудбалер.
- Милан Ђурић, српски свештеник.

### Е
- Милан Егић
- Милан Ерак

### Ж
- Милан Жежељ
- Милан Жерајић
- Милан Живадиновић
- Милан Живановић
- Милан Живковић
- Милан Жмукић

### З
- Милан Забуковец
- Милан Зајић
- Милан Зец
- Милан Зечар
- Милан Злоковић
- Милан Зорић

### И
- Милан Ивановић
- Милан Илић, свештеник.
- Милан Илић, српски фудбалер.
- Милан Илић Чича
- Милан С. Илић

### Ј
- Милан Јагодић
- Милан Јаковљевић
- Милан Јакшић
- Милан Јанић
- Милан Љ. Јанковић
- Милан Јанковић, југословенски и српски фудбалер.
- Милан Јанковић Бата
- Милан Јанковић, познатији као Филип Цептер.
- Милан Јевремовић
- Милан Јевтовић
- Милан Јездимировић
- Милан Јелић, 6. председник Републике Српске.
- Милан Јелић, српски редитељ.
- Милан Јеловац
- Милан Јеремић
- Милан Јешић Ибра
- Милан Јованић, српски писац.
- Милан Јованић, српски фудбалер.
- Милан Јовановић, српски професор гимназије.
- Милан Јовановић, српски стронгмен.
- Милан Јовановић, југословенски и српски фотограф.
- Милан Јовановић, српски фудбалер.
- Милан Јовановић, црногорски фудбалер.
- Милан Јовановић, српски цртач.
- Милан Јовановић, српски фрулаш.
- Милан Јовановић Батут
- Милан Јовановић Морски
- Милан Јовановић Стојимировић
- Милан Јовин
- Милан Јовић
- Милан Јока
- Милан Јоксимовић
- Милан Јоловић Легенда
- Милан Јуришић

### К
- Милан Калабић, српски и југословенски жандармеријски официр и деда млађега Милана Калабића.
- Милан Калабић, унук старијег Милана Калабића.
- Милан Калабић, српски чиновник.
- Милан Калина
- Милан Калинић
- Милан Кангрга
- Милан Капетановић
- Милан Карановић
- Милан Караџић
- Милан Катић
- Милан Кашанин
- Милан Кекин
- Милан Керац
- Милан Кербр
- Милан Кечић
- Милан Кнежевић, југословенски и хрватски амбасадор.
- Милан Кнежевић, југословенски и српски редитељ.
- Милан Кнежевић, црногорски и српски политичар.
- Милан Ковачевић, југословенски и српски сценариста и редитељ.
- Милан Ковачевић, српски глумац.
- Милан Којић
- Милан Колак
- Милан Комненић
- Милан Коњевић
- Милан Коњовић
- Милан Кораћ
- Милан Корица Ковач
- Милан Костић
- Милан Ст. Костић
- Милан Кркобабић
- Милан Крсмановић
- Милан Крстић
- Милан Кујунџић Абердар
- Милан Кукић
- Милан Кулић
- Милан Кундера
- Милан Купрешанин
- Милан Курепа
- Милан Куч
- Милан Кучан

### Л
- Милан Лађевић
- Милан Лазаревић, југословенски и српски рукометаш.
- Милан Лазаревић, српски фудбалер.
- Милан Лазетић
- Милан Лазић
- Милан Лакићевић
- Милан Лапчевић
- Милан Лешњак
- Милан Лештарић
- Милан Личина
- Милан Лојаница
- Милан Лукач
- Милан Лукић
- Милан Луковић, српски геолог.
- Милан Луковић, српски хокејаш на леду.
- Милан Лучић

### Љ
- Милан Љубеновић

### М
- Милан Мајсторовић
- Милан Мајцен
- Милан Макарић
- Милан Малбаша
- Милан Мандарић
- Милан Манић
- Милан Маринковић, српски сликар.
- Милан Маринковић, српски рагбиста.
- Милан Марић, српски архитекта.
- Милан Марић, српски глумац.
- Милан Марић Шваба
- Милан Марковић, српски политичар.
- Милан Марковић, српски модни дизајнер.
- Милан Марковић, југословенски и црногорски одбојкаш.
- Милан Марковић Лика
- Милан Марковић Матис
- Милан Мартиновић
- Милан Мартић, бивши председник Републике Српске Крајине.
- Милан Мартић, српски професор.
- Милан Марчић
- Милан Матаруга
- Милан Матејић
- Милан Матковић
- Милан Матов
- Милан Матуловић
- Милан Мачван
- Милан Мијалковић
- Милан Милаков
- Милан Милановић, српски фудбалер рођен 1963.
- Милан Милановић, српски фудбалер рођен 1991.
- Милан Т. Милановић
- Милан Милетић
- Милан Миличевић
- Милан Миличић
- Милан Милићевић, српски књижевник.
- Милан Милићевић, српски каменорезац.
- Милан Милишић
- Милан Миловановић, југословенски генерал.
- Милан Миловановић, српски кошаркаш.
- Милан Миловановић, српски научник.
- Милан Миловановић, српски писац.
- Милан Миловановић, српски сликар.
- Милан Миловановић, српски архитекта.
- Милан Миловук
- Милан Милојевић
- Милан Милосављевић, српски глумац.
- Милан Милосављевић, српски музичар.
- Милан Милошевић, српски глумац.
- Милан Милошевић, српско-канадски кларинетиста.
- Милан Милошевић, босански кошаркаш.
- Милан Милутин
- Милан Милутиновић
- Милан Миљевић
- Милан Миланчић Миљевић
- Милан Минић
- Милан Мирић
- Милан Мирковић
- Милан Миросавић
- Милан Миросављев
- Милан Мирчетић
- Милан Митић
- Милан Митровић, српски фудбалер.
- Милан Митровић, српски певач.
- Милан Михаиловић
- Милан Михајловић
- Милан Мицић
- Милан Мишић
- Милан Мишковић
- Милан Младеновић, српски музичар.
- Милан Младеновић, српски трубач.
- Милан Младеновић од Лужице
- Милан Младић
- Милан Мојсиловић
- Милан Мраовић
- Милан Муњас
- Милан Мучибабић
- Милан Мушкатировић

### Н
- Милан Наранџић
- Милан Недељковић, српски професор.
- Милан Недељковић, српски вајар.
- Милан Недић
- Милан Ненадић, српски књижевник.
- Милан Ненадић, српски рвач.
- Милан Нералић
- Милан Несторовић
- Милан Нешић, српски инжењер.
- Милан Нешић, бивши градоначелник Београда.
- Милан Нешковић
- Милан Никитовић
- Милан Никић
- Милан Николић, мењао име у Владимир Сребров.
- Милан Николић, српски бан.
- Милан Николић, српски музичар.
- Милан Николић, српски фудбалер рођен 1929.
- Милан Николић, српски фудбалер рођен 1983.
- Милан Николић, српски фудбалер рођен 1988.
- Милан Нинковић
- Милан Новаковић

### О
- Милан Обрадовић, српски бивши фудбалер рођен 1977.
- Милан Обреновић, бивши кнез и први краљ Србије.
- Милан Обреновић, руднички војвода.
- Милан Обреновић, бивши кнез.
- Милан Оклопџић
- Милан Опачић
- Милан Орлић
- Милан Орловић
- Милан Остерц
- Милан Охниско

### П
- Милан Павков
- Милан Павловић, босански глумац.
- Милан Павловић, српски фудбалер.
- Милан Панић, српски бизнисмен.
- Милан Панић, српски глумац.
- Милан Пановић
- Милан Пантић
- Милан Панчевски
- Милан Париводић
- Милан Парошки, српски политичар.
- Милан Парошки, српски професор.
- Милан Пајић
- Милан Перендија
- Милан Перић
- Милан Петковић, српски адвокат.
- Милан Петковић, српски свештеник.
- Милан Петровић, композитор.
- Милан Петровић, лекар.
- Милан Петровић, лекар.
- Милан Петровић, мајор ТО.
- Милан Петровић, музичар.
- Милан Петровић, правник.
- Милан Петровић, професор.
- Милан Петронијевић
- Милан Пецић
- Милан Пилиповић
- Милан Пироћанац
- Милан Плесничар
- Милан Плећаш
- Милан Поповић, познатији као Даниел Поповић.
- Милан Поповић, српски песник и новинар.
- Милан Поповић, српски психијатар.
- Милан Поповић, српски бригадни генерал.
- Милан Поповић, свештеник.
- Милан Поповић, српски сликар.
- Милан Поредски
- Милан Почуча
- Милан Предић
- Милан Прековић
- Милан Прелог
- Милан Прибићевић
- Милан Прљета
- Милан Протић
- Милан Прунић
- Милан Пузић
- Милан Пуровић
- Милан Пушкар

### Р
- Милан Радановић
- Милан Радека
- Милан Раденковић
- Милан Радин
- Милан Радовановић
- Милан Радовић
- Милан Радоичић
- Милан Радоњић
- Милан Радосављевић
- Милан Миланче Радосављевић
- Милан Радуловић
- Милан Рајлић
- Милан Рајовић
- Милан Ракић
- Милан Рапаић
- Милан Распоповић, српски физичар.
- Милан Распоповић, учесник Народноослободилачке борбе.
- Милан Растислав Штефаник
- Милан Растовац
- Милан Рашић, српски одбојкаш.
- Милан Рашић, српски сликар.
- Милан Решетар
- Милан Рибар
- Милан Ристић, српски атлетичар.
- Милан Ристић, српски композитор.
- Милан Ристовић
- Милан Рмањски
- Милан Роглић
- Милан Родић, српски политичар.
- Милан Родић, српски фудбалер.
- Милан Роћен
- Милан Ружић
- Милан Рус
- Милан Рустанбег

### С
- Милан Савић, српски књижевник.
- Милан Савић, српски фудбалер.
- Милан Самарџија
- Милан Сенић
- Милан Симић
- Милан Симовић, генерал.
- Милан Симовић, народни херој.
- Милан Сисојевић
- Милан Смиљанић, српски фудбалер.
- Милан Смиљанић, српски свештеник.
- Милан Снагић
- Милан Сотировић
- Милан Спасић, поручник бојног брода друге класе Југословенске војске.
- Милан Спасић, српски сниматељ.
- Милан Спремо
- Милан Срдоч
- Милан Срећо
- Милан Сршкић
- Милан Стаматовић
- Милан Стаменковић
- Милан Станивуковић
- Милан Станисављевић
- Милан Станковић, српски певач.
- Милан Станковић, српски фудбалер.
- Милан Станковић, познатији као
- Милан Стевановић
- Милан Степанов
- Милан Степановић
- Милан Степановић Матроз
- Милан Степишник
- Милан Стефановић
- Милан Стојадиновић
- Милан Стојановић, академик.
- Милан Стојановић, астроном.
- Милан Стојановић, фудбалер рођен 1911.
- Милан Стојановић, фудбалер рођен 1988.
- Милан Субота
- Милан Судар

### Т
- Милан Табаковић
- Милан Тадић
- Милан Тегелтија
- Милан Тепавац
- Милан Тепић
- Милан Тешић
- Милан Тимотић
- Милан Тичић
- Милан Тодоровић, српски економиста.
- Милан Тодоровић, српски продуцент.
- Милан Томић, глумац.
- Милан Томић, кошаркаш.
- Милан Томић, народни херој.
- Милан Томић, правник.
- Милан Томић, спортски радник.
- Милан Топаловић
- Милан Топлица
- Милан Тополовачки
- Милан Торбица, генерал-потпуковник у Војсци Републике Српске.
- Милан Торбица, генерал-потпуковник у Југославској народној армији.
- Милан Торбица, српски рукометаш.
- Милан Тошић, српски сликар.
- Милан Тошић, српски глумац.
- Милан Ж. Трајковић
- Милан Трајковић
- Милан Тренц
- Милан Трнинић
- Милан Трубан
- Милан Туба
- Милан Тубић
- Милан Туторов
- Милан Туцаковић
- Милан Туцовић

### Ћ
- Милан Ћопић
- Милан Ћирковић
- Милан Ћулум
- Милан Ћуп
- Милан Ћурчин

### У
- Милан Узелац, генерал.
- Милан Узелац, политичар.

### Ф
- Милан Фуст

### Х
- Милан Хорватски
- Милан Хоџа

### Ц
- Милан Цвјетићанин
- Милан Цигановић

### Ч
- Милан Чакширан
- Милан Чанак
- Милан Челебић
- Милан Челекетић
- Милан Чемерикић
- Милан Чесник
- Милан Четник
- Милан Чоп
- Милан Чуда
- Милан Чучиловић

### Ш
- Милан Шакић
- Милан Шапоња
- Милан Шарац
- Милан Шврака
- Милан Шевић
- Милан Шијан
- Милан Шијачки
- Милан Шипка
- Милан Шкрињар
- Милан Шкулић
- Милан Шпаљ
- Милан Штрљић
- Милан Шуфлај
- Милан Шћеповић

|  |  |  |  |  |  |  |  |  |  |  |  |  |  |  |  |  |  |  |  |  |  |  |  |  |  |  |  |  |  |

## Занимљивост
Осим града у Италији, назив „Милан“ носи још дванаест градова широм САД.

## Изведена имена
Од ових имена изведена су имена Мила, Милана, Миланија, Миланко, Миланче, Миле, Милен, Миленка, Миленко, Милентије, Милета, Милика, Милинко, Милкан, Милкица, Мило, Милоица, Милоје, Милојица, Милојка, Милојко, Милоња, Милун, Милуна, Милуника, Милунка, Милутинка, Милча, Милша, Миља, Миљан, Миљана, Миљенко, Миљко, Миљојка и Миња.